# І прокинеться Левіафан
«І прокинеться Левіафан» (англ. Leviathan Wakes) — науково-фантастичний роман Джеймса Корі (творчий псевдонім тандему авторів Деніела Абрахама та Тая Френка). Це перша книга із серії «Експансія», за якою слідують «Війна Калібана» (2012), «Брама Абаддона» (2013), «На згарищі Сіболи» (2014), «Ігри Немезіди» (2015), «Попіл Вавилону» (2016), «Зліт Персеполю» (2017) та «Лють Тіамат» (2019).
«І прокинеться Левіафан» був номінований на премію «Г'юго» за найкращий роман 2012 року та премію «Локус» за найкращий науково-фантастичний роман 2012 року. Роман екранізував канал SyFy 2015 року як перший сезон серіалу «Простір».
Українською мовою роман переклав Олесь Петік і опублікувало видавництво «НК Богдан» у травні 2021 року.

## Загальна інформація про роман
Події роману «І прокинеться Левіафан» відбувається в майбутньому, коли людство колонізувало більшу частину Сонячної системи. Земля, під управлінням Організації Об'єднаних Націй, та Марсіанський Республіканський Конгрес виступають як конкуруючі наддержави, підтримують непростий військовий союз з метою здійснення подвійної гегемонії над народами Поясу астероїдів, відомим як «Белтери». Белтери, тіла яких, як правило, тонкі й витягнуті внаслідок середовища з низькою гравітацією, виконують важку роботу, яка забезпечує систему основними природними ресурсами, але вони переважно маргіналізовані рештою Сонячної системи. Альянс зовнішніх планет (ОПА), мережа вільно об'єднаних бойових угрупувань, прагне боротися з експлуатацією Поясу з боку «внутрішніх», які, в свою чергу, оголосили OPA терористичною організацією. Основний сюжет обертається навколо головних персонажів — детектива-белтера Джо Міллера та землянина Джима Голдена.

## Сюжет
Корабель-перевізник льоду «Кентербері» (прозваний Белтерами «Кент») прямує від кільця Сатурна до станції Церера, коли отримує сигнал лиха. П'ятеро членів екіпажу «Кента» вирушають на човнику для дослідження цього сигналу: виконавчий офіцер Джеймс «Джим» Голден, колишній офіцер ВМС ООН (ЮНН); головний інженер Наомі Нагата, Белтер; пілот Алекс Камаль, ветеран морського флоту Марса (MCRN); інженер Амос Бертон та медик Шед Гарві. Вони виявляють покинуте транспортне судно під назвою «Скопулі». Вони не знаходять слідів екіпажу корабля, але виявляють маяк, який передає сигнал лиха. Підозрюючи, що корабель може бути пасткою, яку встановили пірати, вони беруть маяк та відлітають назад до «Кента». Перш ніж рятувальна експедиція повертається, прибуває невідомий військовий стелс-корабель, який без попередження знищує «Кента» ядерною зброєю. Зважаючи на високі технології військового корабля та відкриття, що маяк із «Скопулі» має марсіанське походження, вижилі підозрюють, що за атакою стоїть МЦРН.
Оскільки човник пошкоджений сміттєвим полем, йому бракує необхідного палива або запасів, щоб дістатися до порту. До того побоюючись, що, якщо вижилі подадуть власний сигнал лиха, зловмисники можуть повернутися, Голден передає повідомлення всій системі, що означає «Марс знищив „Кента“», сподіваючись виключити будь-яку спробу їх вбити як частину прикриття. У відповідь човнику наказано зустрітися з лінкором МЦРН «Донагер», флагманом Марсіанського флоту Юпітера. По дорозі вони отримують повідомлення від Фреда Джонсона, начальника станції «Тіхо», інженерної застави та будівельної платформи, який пропонує свою підтримку. Джонсон був удостоєний високої нагороди командора УНН, коли йому було наказано жорстоко придушити повстання Белтерів, за що отримав прізвисько «М'ясник станції „Андерсон“». Засмучений почуттям провини, він подав у відставку та став захисником прав Белтерів. Коли човник вирушає до місця зустрічі, його переслідує група невідомих кораблів.
На станції «Церера» з детективом-белтером Джозефусом «Джо» Міллером зі Star Helix Security, наземної приватної охоронної фірми, відповідальної за охорону станції, укладено контракт на пошук Джулі Мао, дочки заможного магната Жуля-П'єра Мао, та повернення її до сім'я на Місяць проти її волі. Коли повідомлення Голдена доходить до Церери, загострюються заворушення, які призводять Міллера до відкриття, що на станції відсутні спецзасоби.
На борту «Донагера» капітан корабля заперечує будь-які відомості про причетність МЦРН до нападу на «Кентербері», а натомість підозрює, що один або декілька вцілілих з човника могли знищити «Кент» як акт тероризму від ОПА. Невідомі кораблі, які переслідували човник, ігнорують попередження про зміну курсу, внаслідок чого їх обстрілює «Донагер». На подив марсіанської ескадри, кораблі відповідають вогнем, і виявляється, що це ті самі стелс-кораблі, які напали на «Кент». Попри те, що «Донгер» — один з найдосконаліших та найсмертоносніших військових кораблів у Сонячній системі, він постійно обстрілюється таємничими ворожими кораблями та зрештою береться на абордаж. Під час бою один рейкотрон прострілює корпус, обезголовивши Гарві. Розуміючи, що цілями нападу є вцілілі члени екіпажу «Кента», команді морського контингенту «Донагера» наказано евакуювати їх. Попри те, що всі марсіанські морські піхотинці в процесі нападу вбиті, чотирьом вцілілим членів екіпажу «Кента» вдалося врятуватися на борту легкого фрегату «Тачі» безпосередньо перед тим, як «Донагер» самознищується. Досі не впевнені, хто намагається їх знищити, вижилі вирішують летіти на станції «Тіхо». Там вцілілі члени екіпажу «Кента» розповідають про побачене Фреду Джонсону, який зізнається, що є впливовим членом ОПА. Вони отримують від Фреда нові коди транспондерів для «Тачі», маскують корабель під газовоз та перейменовують його в «Росинанта». Фред відправляє «Росі» (як її називає екіпаж) на станцію «Ерос», щоб знайти оперативника ОПА, який працює під псевдонімом Ліонель Поланскі.
На Церері Міллер помітив вихід злочинців зі станції. Він також з'ясовує, що батько Джулі Мао попереджав її про напад у Поясі всього за два тижні до знищення «Кента». Потім Міллер стикається з Андерсоном Доузом, лідером глави ОПА Церери, який повідомляє йому, що Джулі Мао приєдналася до ОПА і зникла, виконуючи важливу для них місію на борту Скопулі. Доуз застерігає детектива більше не розслідувати справу. Міллер передає цю інформацію своєму босові, капітану Шаддіду, але вона також доручає йому припинити справу. Однак Міллер виявляє, що закоханий у Джулі, і, коли він намагається продовжити розслідування, Шаддід його звільняє, як виявляється, через те, що перебуває у змові з Доузом. Однак Міллер все ще має доступ до журналів стикування для всіх портів на поясі, до яких мав доступ до свого звільнення. Дізнаючись, що «Скопулі» був тим самим кораблем, про який згадується в повідомленні Голдена, він з'ясовує, що «Росинант» — це колишній «Тачі» (за інформацією з його реєстру), після чого колишній детектив вирушає на Ерос.
На Еросі Міллер знаходить екіпаж «Росі» в готелі, де Ліонель Поланскі внесений до списку постояльців. У кімнаті Поланскі вони знаходять тіло Джулі Мао, вкрите дивним органічним наростом. У своєму телефоні Міллер знаходить журнали, в яких детально описується процес страждання Джулі, яке, здається, підживлюється впливом енергії та радіації, а також координати астероїда, на якому стоїть один з кораблів, що напали на «Кента». Перш ніж вони зможуть покинути станцію, оголошується радіаційна тривога, охорона станції починає виводити людей у протирадіаційні укриття. Міллер впізнає у деяких співробітниках служби безпеки злочинців з Церери, які носять зникле захисне спорядження Star Helix. Він та Голден залишаються для розслідування, а решта членів екіпажу вирушає назад на борт «Росі». Вони виявляють, що на людях у притулках перевіряли невідому речовину та опромінювали надзвичайно високим рівнем радіації. Пробираючись до причалів, вони розуміють, що люди в притулках були заражені тим же організмом, що й Джулі, а радіація використовувалась для його швидкого зростання. Голден та Міллер стають свідками нападу заражених на охоронців та розповсюдженні інфекції на тих, хто зміг уникнути радіаційних камер. Вони рятуються з Ероса саме тоді, коли інфіковані починають переповнювати карликову планету.
Фред зв'язується з Голденом і повідомляє, що аналіз даних з мікросхеми, які належить одному з загиблих морських піхотинців з «Донагера», виявляє, що таємничі стелс-корабл побудовані на Місяці. Голден робить ще одну публічну заяву, в якій ділиться цією інформацією, сподіваючись пом'якшити напруженість, створену його попередньою заявою щодо МЦРН. Однак цей розрахунок не спрацював, і ООН, побоюючись, що їх звинувачуватимуть у нападі на «Донагер», розпочинає запобіжний удар проти МЦРН, знищуючи Деймос, місце розташування марсіанської військової бази, що призводить до протистояння між обома сторонами.
Міллер та екіпаж «Росі» вирушають за координатами з телефону Джулі і знаходять один із покинутих стелс-кораблів, який називається «Анубіс». У реакторній кімнаті вони виявляють, що той самий органічний наріст, який знаходився на тілі Джулі Мао, поглинув усіх членів екіпажу «Анубіса» та «Скопулі», яких вони взяли в полон. Вони знаходять відео, що проливає світло на походження організму: виявляється це механізм біологічної реплікації, створений іншопланетянами з-поза меж Сонячної системи і розміщений на Фебі, яку запустили в Сонячну систему з метою досягнення Землі та винищення її ранньої біосфери, щоб створити щось інше. Але Фебу захопило тяжіння Сатурна, тим самим врятувавши Землю. «Протоген», корпорація, яка відкрила цю речовину на Фебі та назвала її «протомолекулою», організувала її витік на Еросі як експеримент, щоб спробувати з'ясувати, для чого вона була задумана. Вони здійснили фальшивий напад на «Кент», щоб розпочати війну, яка відверне увагу Сонячної системи від того, що відбувалося б на Еросі. Екіпаж «Росі» атакує «Анубіс» і повертається до станції «Тіхо», де виявляє, що дані передаються від Ероса до секретного об'єкта «Протогена». Вони атакують станцію, «Росі» знищує два стелс-кораблі, які її охороняють, а Міллер і Фред очолюють штурмову групу, яка складається з солдатів Фредової ОПА, які здатні захопити її.
Провідний учений, Ентоні Дрезден, виявляє, що всі вчені на станції були «модифіковані для зняття етичних обмежень», щоб вони могли без емоцій проводити свої дослідження, не співчуваючи жертвам Ероса. Він наголошує на важливості розуміння «протомолекули» не тільки з точки зору її вродженої наукової цінності, але й для захисту від явної загрози, яку представляють її інопланетні творці. Розуміючи, що обґрунтування Дрездена, ймовірно, будуть прийняті можновладцями Землі та Марса, а його жахливі дослідження будуть й надалі продовжуватись, Міллер без попередження стріляє в Дрездена, розлючуючи Голдена.
Повернувшись до «Тіхо», Міллер та Фред розробляють план знищення Ероса, щоб не дати можливості іншим роздобути зразок «протомолекули». Вони вирішили захопити та керувати головним проєктом «Тіхо», мормонським кораблем поколінь «Нову», та таранити його в Ерос, щоб зіштовхнути астероїд на Сонце. Міллер веде команду на зовнішню сторону Ероса з метою встановити бомби для детонації його портів, щоб ніхто не міг увійти та взяти пробу «протомолекули» до того, як вона буде зруйнована. Проте згодом він вирішує залишитися та померти. Безпосередньо перед тим, як «Наву» вріжеться в станцію, траєкторія руху Ероса незрозумілим чином змінюється. Виявляється, що «протомолекула» має вдосконалений метод космічного польоту, який може ігнорувати сили перевантаження та інерції. Потім Ерос вирушає до Землі, найбільшого джерела біомаси в Сонячній системі, зі швидкістю, з якою не може зрівнятися жоден корабель. Міллер заносить одну з бомб на станцію, намагаючись знищити її маневрені можливості. Однак, слухаючи голоси в системі зв'язку, він розуміє, що Еросом керує Джулі Мао, яка вважає, що вона пілотує свій гоночний корабель. Він виявляє, що її заражене тіло є господарем у паразитарних стосунках з протомолекулою. Міллеру вдається переконати її направити Ерос подалі від Землі. Станція падає на поверхню Венери, де «протомолекула» починає створювати нову, невідому структуру.

## Відгуки
Відгуки критиків про «І прокинеться Левіафан» були позитивними, зокрема й на сторінках Kirkus Reviews також хвалять роман. Книги з серії екранізував телеканал SF Signal, а Tor.com зазначив, що книга має «задовільний обсяг». Locus Online також високо оцінив книгу. GeekDad з Wired.com високо оцінив роман за те, що він не містить «занадто складних описів того, як працюють уряди та корпорації», або «вигаданих слів і загадкових імен». Гай Молінарі «висловив здивування» тим, що вигаданий космічний «вантажний корабель Гай Молінарі» названий у 2012 році на честь одного з поромів компанії Слейтен Айсленд зі штату Нью-Йорк «Гай V Молінарі».

## Продовження
Продовження «І прокинеться Левіафан» — романи «Брама Абаддона» (2013) та «На згарищі Сіболи» (2014). 2012 року було повідомлено, що Orbit Books замовив ще три книги із серії «Експансія», на додаток до п'яти вже існуючих романів, події яких розгортатимуться в тому ж Всесвіті. Вихід першого з романів-продовжень був анонсували у вересні 2013 року як «На згарищі Сіболи» та вийшов 17 червня 2014 року у твердій обкладинці від Kindle та на Audible у США.

## Телесеріал
11 квітня 2014 року компанія Syfy анонсувала, що замовила серіал за мотивами серії «Експансія», зокрема першої книги, «І прокинеться Левіафан». Кабельна мережа замовила 10 серій в компанії Alcon Television Group (ATG). Номінанти премії Оскар дует сценаристів Марк Фергюс та Гоук Остбі (відомі за фільмами «Останній нащадок Землі» та «Залізна людина») написали сценарій пілотної серії; вони також повинні були продовжувати працювати як сценаристи, а також як виконавчі продюсери. Серія отримала широке визнання критиків та був продовжений на другий сезон у травні 2015 року, напередодні прем'єри серіалу в грудні 2015 року.
«Простір» було продовжено на третій сезон.
Керівництво Syfy вирішило закрити серіал «Простір» протягом третього сезону, однак незабаром після того, як Amazon оголосила, що вони знімуть серіал зі своїх ресурсів, Syfy вирішив продовжити створення 4-го сезону. Згодом серіал продовжили й на 5-ий сезон.

## Українські переклади
- Джеймс С. А. Корі. Книга 1 // І прокинеться Левіафан / пер. з англ. О. Петіка. — Тернопіль : НК Богдан, 2021. — 480 с. — (Експансія) — 1000 прим. — ISBN 978-966-10-6431-6.